# Joe Jackson
Joseph Jefferson "Shoeless Joe" Jackson, född den 16 juli 1889 i Pickens County i South Carolina, död den 5 december 1951 i Greenville i South Carolina, var en amerikansk professionell basebollspelare. Jackson var en av de åtta spelare som avstängdes på livstid efter Black Sox-skandalen. I World Series 1919 ska några spelare i Chicago White Sox ha fått pengar för att se till att laget förlorade mot Cincinnati Reds.
Jackson fick sitt smeknamn för att han vid ett tillfälle som ung spelat i strumplästen.